# Rhyacophila changpa
Rhyacophila changpa är en nattsländeart som beskrevs av Schmid 1970. Rhyacophila changpa ingår i släktet Rhyacophila och familjen rovnattsländor. Inga underarter finns listade i Catalogue of Life.